# Nobuhiko Matsunaka
Nobuhiko Matsunaka est un joueur de baseball japonais né le 26 décembre 1973.

## Biographie
Nobuhiko Matsunaka participe aux Jeux olympiques d'été de 1996 à Atlanta et remporte la médaille d'argent.